# 익현군
익현군 이련(翼峴君 李璉, 1431년 ~ 1463년 5월 30일(음력 5월 4일))은 조선 전기의 왕자로, 조선 제4대 왕 세종의 14남이자 서7남이다. 어머니는 신빈 김씨이다. 시호는 충성(忠成)이며 자는 광지(光之)이다. 다른 이름은 이관(李璭)이다.

## 생애
세종의 14남으로, 생모는 신빈 김씨(愼嬪 金氏)이며, 아내는 김제군부인 평양 조씨(金堤郡夫人 平壤 趙氏)이다. 아들 괴산군 강회공 지(槐山君 康懷公 漬)과 딸 이씨 등 1남 1녀를 낳았다. 성격이 윗사람의 뜻을 잘 맞추어 수양대군(首陽大君)의 계유정난을 도왔고, 세조가 즉위하자 좌익공신(佐翼功臣) 1등에 책정되었다.
1456년 난신에 연좌된 부녀자들을 공신에게 종으로 나눠줄 때 이담(李湛)의 아내 소사(召史), 박기년(朴耆年)의 아내 무작지(無作只), 이오(李午)의 딸 평동(平同), 이유기(李裕基)의 누이 효전(孝全) 등을 받았다.
1458년에는 병석에 누웠는데 세조가 내의(內醫) 김길호(金吉浩)를 남양(南陽)에 보내 그를 간호하게 했다.
형 계양군 증(桂陽君 璔)과 더불어 간사한 사람들과 어울려 술꾼이 되어 밤에는 여염집에서 창기(娼妓)를 불러 술을 자주 마시다가 술병을 얻어 죽었다. 죽기 전 피를 토하고 죽었다 한다. 이때 세조는 '이것은 모두 계양군(桂陽君)의 허물이다. 의창군(義昌君)이 술로써 죽었는데, 익현군(翼峴君)도 또한 술로써 죽으니 매우 슬프다.' 하였다.

### 사후
바로 시호를 충성(忠成)이라 하고, 조회를 2일간 철조하였다 한다.
묘소는 경기도 남양주시 진건읍 용정리 산201-7번지 초입(初入:어귀)에 소재하고 있다.

## 가족관계
- 부왕 : 세종(世宗, 1397 ~ 1450)
- 생모 : 신빈 김씨(愼嬪 金氏, 1406 ~ 1464)
  - 형 : 계양군 이증(桂陽君 李璔, 1427 ~ 1464)
  - 형 : 의창군 공 (義昌君 李玒, 1428 ~ 1460)
  - 형 : 밀성군 침 (密城君 李琛, 1430 ~ 1479)
  - 남동생 : 영해군 이장(寧海君 李璋, 1435 ~ 1477)
  - 남동생 : 담양군 이거(潭陽君 李璖, 1439 ~ 1450)
  - 정부인 : 김제군부인 평양 조씨(金堤郡夫人 平壤 趙氏) - 소윤(少尹) 증 찬성(贈 贊成) 조철산(趙鐵山)의 딸
    - 아들 : 괴산군 이지(槐山君 李漬, ? ~ 1467년 6월 10일)
    - 며느리 : 한산 이씨 - 참의(參議) 이우(李堣)의 딸
    - 딸 : 함양 여씨 여종경(呂宗敬)의 처
      - 손자 : 여승견(呂承肩)